# Neacomys guianae
Neacomys guianae é uma espécie de roedor da família Cricetidae. Pode ser encontrada no Brasil, Venezuela, Guiana, Suriname e Guiana Francesa.